# Sandro Sandrelli
Sandro Sandrelli, írói álneve: Samuel Balmer (Velence, 1926. július 26. – Velence, 2000. július 6.) olasz tudományos-fantasztikus író, újságíró, műfordító.

## Élete
Kémiai diplomát szerzett, ezután újságíróként valamint az Il Gazzettino di Venezia című lap tudományos szerkesztőjeként tevékenykedett. Első munkája, a Le ultime trentasei ore di Charlie Malgol 1949-ben jelent meg. Irodalmi munkássága első, 1963-ig terjedő szakaszára a kalandos, sokszor groteszk, csapongó írások jellemzőek, ezután komolyabb, kötöttebb témák felé fordult. Az 1950-es évek olasz tudományos fantasztikuma úgynevezett „aranykorának” egyik legjelentősebb szerzője volt abban az időszakban amikor e műfajt felfedezték s igazán népszerűvé vált az országban. Az Interplanet című lap egyik alapítója és fő munkatársa volt. 
Renato Pestrinieróval és Gustavo Gasparinivel együtt a híres „velencei tudományos-fantasztikus triász” egyik tagja volt. Szerkesztette az Interplanet periodkusan megjelenő antológiáit (Gianfranco de Turris-szal és Sebastiano Fuscóval együtt), összesen hét kötetet, amelyekben az 1960-as évek eleje olasz fantasztikus novellatermésének javát tette közzé. Írói pályafutása (körülbelül 60 novellát írt) 1965-ben, az Interplanet utolsó számának megjelenésével fejeződött be, ezután már csupán néhány igen rövid írást publikált az Oltre il cielo magazinban. Kurátori és fordítói tevékenységét tovább folytatta, ő ültette át olasz nyelvre például Frank Herbert Dűne-sorozatát (Giampaolo Cossatóval együttműködve).  
700 darabból álló ritka fanzingyűjteményét a milánói Via Senato könyvtárnak adományozta. 2008-ban a Mondadori kiadó jelentette meg legjobb munkái gyűjteményét az Urania Collazione sorozatban.  Néhány történetét lefordították francia, angol, német, spanyol és orosz nyelvre. Magyarul a Galaktika közölte néhány novelláját.

## Magyarul megjelent művei
- Robotszimfónia (Galaktika 5., 1973)
- A prototípus (Galaktika 6., 1973)
- Két vagy három Cantorp (Galaktika 6., utánközlés: Galaktika 181., 2005)
- A súgógép (Galaktika 6., utánközlés: Alagút a világ alatt, antológia, szerkesztette Ágoston Húgó, Kriterion Kiadó, 1975)
- Az univerzum (Galaktika 49., 1983)

## Fordítás
- Ez a szócikk részben vagy egészben  a   Sandro Sandrelli című olasz Wikipédia-szócikk ezen változatának fordításán alapul.  Az eredeti cikk szerkesztőit annak laptörténete sorolja fel. Ez a jelzés csupán a megfogalmazás eredetét és a szerzői jogokat jelzi, nem szolgál a cikkben szereplő információk forrásmegjelöléseként.